# Товариство об'єднаних українських канадців
Товариство об'єднаних українських канадців (ТОУК) (англ. Association of United Ukrainian Canadians) — прокомуністична/проросійська організація українців у Канаді, створена 26 липня 1941 року під назвою Українське товариство допомоги Батьківщині на базі українських колективів допомоги Батьківщині, що виникли в Канаді після нападу фашистської Німеччини на СРСР і ліквідованих прорадянських організацій.

## Історія

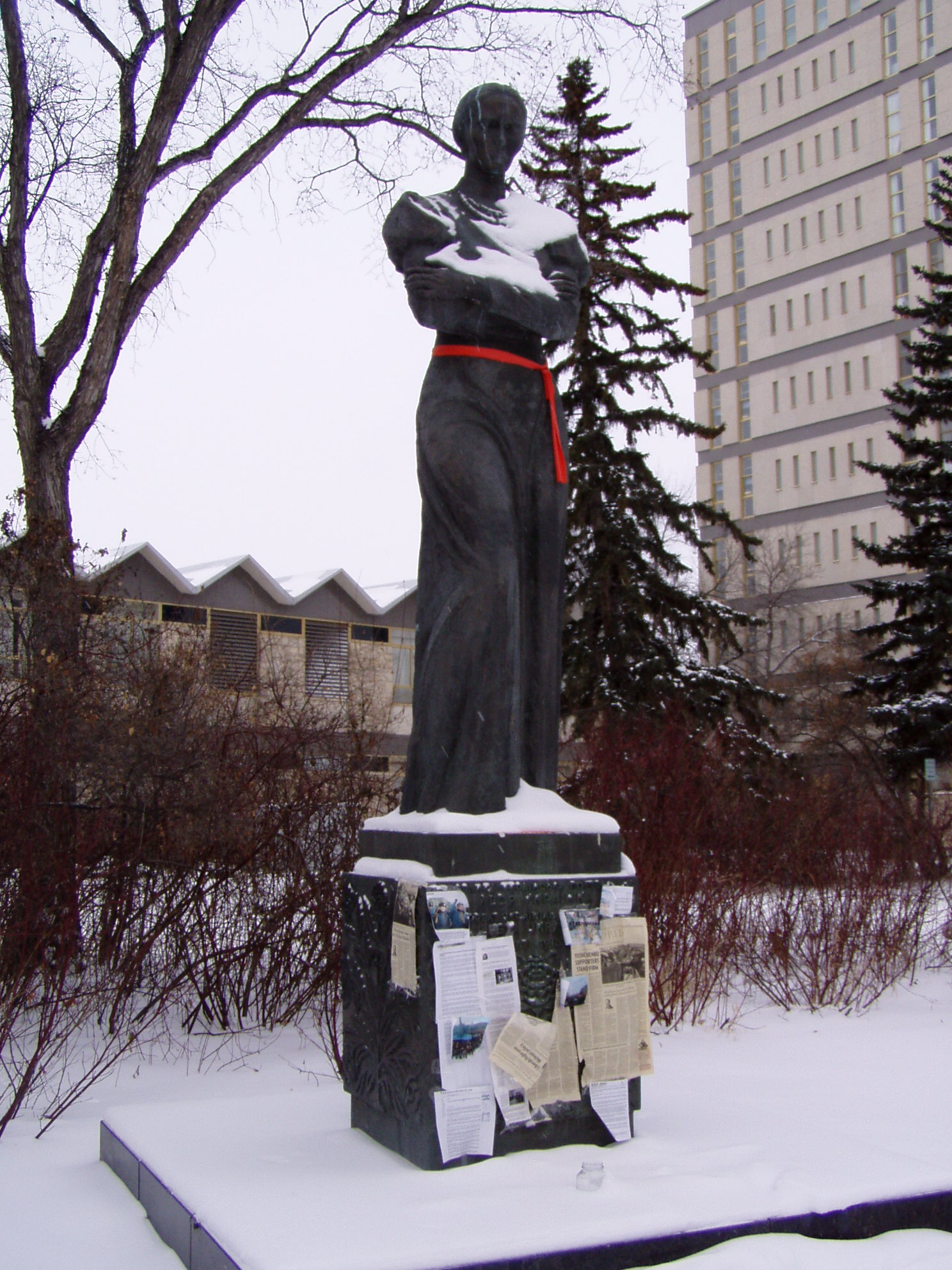
Пам'ятник Лесі Українці в Саскатуні, відкритий 1976 року зусиллями ТОУК

Товариство було наступником товариства «Український Робітничо-фермерський дім», ліквідованого канадською владою 1940 року. Причиною ліквідації була підтримка Товариством сталінського режиму, який на той час виступив союзником нацистської Німеччини згідно з пактом Молотова — Ріббентропа і з яким Канада була в стані війни від 10 серпня 1939 року. Тому ряд керівників та журналістів прокомуністичних організацій були заарештовані, а майно цих організацій було конфісковане як «власність ворога».
У 1942 році ТУРФД перейменовано на Товариство канадських українців, а 1946 — на ТОУК.
Головний осередок ТОУК — «Храм Праці» у Вінніпеґу довгі роки (до кінця 1950-х) був осідком Комуністичної партії Канади.

## Діяльність
Для повсякденного керівництва роботою товариства на крайовому з'їзді обирається Крайовий виконавчий комітет, що міститься в Торонто. Товариство має місцеві відділення, які проводять культурно-освітню роботу серед канадських українців, популяризують українську літературу і мистецтво.
При товаристві створено художні колективи, зокрема ансамблі «Полтава» і «Кобзар», хор «Гагілка» та ін. Зусиллями ТОУК у Канаді встановлено пам'ятники Т. Г. Шевченкові (Палермо, 1951; Вінніпег, 1961; Торонто, 1961), Іванові Франку (Вінніпег, 1956), Лесі Українці (Саскатун, 1976), Василеві Стефанику (Едмонтон, 1971), а також відкрито музеї Т. Г. Шевченка та Івана Франка.
Пресові органи — «Українське життя» (з 1941, Торонто) й «Українське життя» (1943, Вінніпеґ), з яких постав у 1965 тижневик «Життя і Слово» в Торонто. Там само видається тижневик «Ukrainian Canadian» (1947), який присвячує більше уваги культурним справам канадських українців. ТОУК, користуючись мережею так званих робітничих домів, бібліотек, веде деяку культурно-освітню діяльність (хори, театральні гуртки тощо).
Радянські органи державної безпеки мали своїх агентів у лавах ТОУК. Зокрема через них КДБ намагався вплинути на мерів Оттави, Торонто і Вінніпега з метою заборонити вивішування українських прапорів на ратушах цих міст..
У 2014 році під час кривавих подій на Майдані центральний провід ТОУК у Вінніпезі підтримав позицію Януковича, «Партії регіонів» та Москви, і звинуватив США та країни Європи в ескалації українських проблем та підтримці «фашистів» i «націоналістів» в Україні. У своїй декларації, розміщеній на їхній веб–сторінці, www.auuc.ca, провід ТОУК звернувся до країн Європи та США з проханням зменшити їхню ворожнечу та ненависть до Москви. Провід ТОУК виправдовував окупацію Москвою Криму, захищав «Партію регіонів», комуністів та виступає проти зближення України з Європою, закликаючи до більшої співпраці України з Москвою. Вони попереджають, що «фашистська» Україна буде так само небезпечною, як і нацистська Німеччина.
Після початку повномасштабної агресії Москви ТОУК запропонувало ідею створення двох «незалежних» державних утворень на території України, щоб припинити «спровокований НАТО братовбивчий конфлікт», з тим що з України, підпорядкованої Києву, мають бути виведені «всі іноземні війська і ракети НАТО».
В 1978-91 роках організацією керував Петро Кравчук, останнім часом Ґленн Міхальчук.